# Fabian Biörck
Carl Fabian Biörck (Jönköping, 21 d'octubre de 1893 – Malmö, 27 de setembre de 1977) va ser un gimnasta artístic i atleta suec que va competir a començaments del segle xx.
El 1920 va prendre part en els Jocs Olímpics d'Anvers, on va guanyar la medalla d'or en el concurs per equips, sistema suec del programa de gimnàstica.
El 1917 havia guanyat el campionat nacional dels 400 metres llisos.